# Andrej Abduvalijev
Andrej Abduvalijev (rusky Андрей Хакимович Абдувалиев; * 30. června 1966, Leningrad) je bývalý atlet specializující se na hod kladivem, olympijský vítěz a dvojnásobný mistr světa. Reprezentoval Sovětský svaz, Společenství nezávislých států, Tádžikistán a Uzbekistán (v letech 1997 až 2000).
V 19 letech se stal juniorským mistrem Evropy v hodu kladivem. Vrcholnou formu měl na začátku devadesátých let 20. století – zvítězil na olympiádě v Barceloně v roce 1992 a stal se dvakrát mistrem světa v této disciplíně – v roce 1993 ve Stuttgartu a v roce 1995 v Göteborgu. Jeho osobní rekord je 83,46 m.